# Paweł Skwarczyński (historyk)
Paweł Skwarczyński (ur. 10 stycznia 1903 we Lwowie, zm. 17 maja 1984 w Londynie) – polski historyk emigracyjny, badacz dziejów nowożytnych, działacz katolicki.

## Życiorys
W 1918 uczestniczył w obronie Lwowa, w szeregach tzw. Orląt Lwowskich. W 1923 ukończył gimnazjum klasyczne we Lwowie, w latach 1923-1927 studiował prawo i historię na Uniwersytecie Jana Kazimierza we Lwowie, w roku akademickim 1927/1928 uzupełniająco prawo w Paryżu i Grenoble.  W 1931 obronił na UJK pracę doktorską Stanowisko cudzoziemców w dawnym prawie koronnym napisaną pod kierunkiem Przemysława Dąbkowskiego. Od 1932 do 1939 wykładał na Wydziale Prawa i Nauk Społeczno-Ekonomicznych KUL, w latach 1932-1935 także na Wydziale Nauk Humanistycznych KUL.
Po wybuchu II wojny światowej znalazł się we Francji, w latach 1939-1940 kierował sekretariatem Uniwersytetu Polskiego za Granicą i wykładał na nim prawo ustrojowe dawnej Polski, równocześnie uczył w polskim gimnazjum. W latach 1944–1947 wykładał na Polskim Wydziale Prawa przy Uniwersytecie Oksfordzkim, a od 1947 do przejścia na emeryturę w School of Slavonic and East European Studies. W 1953 obronił na Uniwersytecie Londyńskim pracę doktorską The Origin, History and Character of the Pacta Conventa of Henri Valois King of Poland napisaną pod kierunkiem R.R. Bettsa. Równocześnie w latach 1953-1980 wykładał historię na Polskim Uniwersytecie na Obczyźnie. Zajmował się historią reformacji i historią ustroju Polski do XVIII wieku.
Był współorganizatorem emigracyjnej katolickiej Fundacji Veritas w Londynie, założonej z inicjatywy ks. Stanisława Bełcha, współzałożycielem Koła Tomistycznego w Londynie.
Należał do Polskiego Towarzystwa Naukowego na Obczyźnie, Polskiego Towarzystwa Historycznego w Wielkiej Brytanii i Zjednoczenienia Polskiego w Wielkiej Brytanii.